# Trophée Richard-F.-Canning
Le trophée Richard-F.-Canning est attribué annuellement au vainqueur des séries éliminatoires de l'association de l'Est de la Ligue américaine de hockey. Il est baptisé en l'honneur de Richard Canning, ancien président de la LAH .

## Vainqueurs
- Division Nord
  - 1989-1990 - Indians de Springfield
  - 1990-1991 - Indians de Springfield
  - 1991-1992 - Red Wings de l'Adirondack
  - 1992-1993 - Indians de Springfield
  - 1993-1994 - Pirates de Portland
  - 1994-1995 - River Rats d'Albany
- Association du Nord
  - 1995-1996 - Pirates de Portland
  - 1996-1997 - Bulldogs de Hamilton
- Association de l'Est
  - 1997-1998 - Flames de Saint-Jean
  - 1998-1999 - Bruins de Providence
  - 1999-2000 - Wolf Pack de Hartford
  - 2000-2001 - Flames de Saint-Jean
  - 2001-2002 - Sound Tigers de Bridgeport
  - 2003-2004 - Penguins de Wilkes-Barre/Scranton
  - 2004-2005 - Phantoms de Philadelphie
  - 2005-2006 - Bears de Hershey
  - 2006-2007 - Bears de Hershey
  - 2007-2008 - Penguins de Wilkes-Barre/Scranton
  - 2008-2009 - Bears de Hershey
  - 2009-2010 - Bears de Hershey
  - 2002-2003 - Bulldogs de Hamilton
  - 2010-2011 - Senators de Binghamton
  - 2011-2012 - Admirals de Norfolk
  - 2012-2013 - Crunch de Syracuse
  - 2013-2014 - IceCaps de Saint-Jean
  - 2014-2015 - Monarchs de Manchester
  - 2015-2016 - Bears de Hershey
  - 2016-2017 - Crunch de Syracuse
  - 2017-2018 - Marlies de Toronto
  - 2018-2019 - Checkers de Charlotte
  - 2019-2020 - Non remis à cause de la Pandémie de Covid-19
  - 2020-2021 - Non remis à cause de la Pandémie de Covid-19
  - 2021-2022 - Thunderbirds de Springfield